# Midnight Kids (中村あゆみのアルバム)
『Midnight Kids』（ミッドナイト・キッズ）は、中村あゆみの1枚目のスタジオ・アルバム。 1984年10月21日発売。発売元は、マイカルハミングバード。

## 解説
高橋研プロデュースによる初のアルバム。中村自作の作品は殆んど無く、数多のソングライターからの楽曲提供を受けて完成させた。2019年、中村のデビュー35周年記念の一環で本作音源を2019デジタルリマスターした音源がリリースされた。

## 収録曲
編曲 椎名和夫（特記以外）
1. Midnight Kids
  - 作詞 高橋研・中村あゆみ 作曲・編曲 高橋研
  - 1stシングル。
2. Heartbreak-collection
  - 作詞 岩里佑穂 作曲 岩崎工 編曲 井上鑑
3. 裸足の摩天楼
  - 作詞 田口俊 作曲 杉真理 編曲 井上鑑
4. 彼女はノーマル
  - 作詞 岩里佑穂 作曲 原田真二
5. 悲しみのセンセイション
  - 作詞 高橋研 作曲 鈴木雄大
6. Crazy-clubの夜は更けて
  - 作詞 岩里佑穂 作曲 岩里未央
7. シンデレラ・リバティ#9
  - 作詞 中村あゆみ・高橋研 作曲 杉真理 編曲 井上鑑
8. ぼくのスノビズム
  - 作詞 神沢礼江 作曲 Light house project
  - 2ndシングル。同年12月16日にシングルカット。
9. A BOY
  - 作詞・作曲・編曲 高橋研
  - 初の12インチ・シングルとして翌1985年10月21日にシングルカット。
10. Million Nights
  - 作詞 三浦徳子 作曲 鈴木キサブロー
11. Kids on the street
  - 作詞 高橋研・中村あゆみ 作曲 高橋研